# Where the Buggalo Roam
«Where the Buggalo Roam» (укр. «Там, де блукають жуки») — десята серія третього сезону анімаційного серіалу «Футурама», що вийшла в ефір у Північній Америці 2 березня 2002 року.
Автор сценарію: Дж. Стюарт Бернс.
Режисер: Пет Шінаґава.
Прем'єра в Україні відбулася 8 вересня 2007 року.

## Сюжет
Команда «Міжпланетного експреса» прибуває на ранчо родини Вонг на Марсі для святкування «Дня Марса». Батьки Емі Вонг щасливі бачити її, втім, зі значно меншим ентузіазмом зустрічають її колег, особливо  доктора Зойдберґа, який одразу ж починає їм надокучати. Згодом прибуває й Кіф, який дуже хвилюється перед знайомством з батьками своєї дівчини Емі.
Під час барбекю Кіфу не вдається справити доброго враження на батьків Емі. Раптово звідкись долинає дивний звук, і починається буря. Гості ховаються у будинок. Величезний смерч підхполює і забирає з собою стадо велетенських жуків (англ. buggalo), які становлять багатство Вонгів.
Знайти стадо береться Кіф, взяши з собою єдиного вцілілого жука — Бетсі, особисту улюбленицю Емі. Дізнавшись, що це завдання є дуже небезпечним, професор Фарнсворт наказує Фраю, Лілі та Бендеру приєднатися до пошуків. Тим часом як команда, розпаливши багаття на схилі гори Олімп, розважається страшними історіями, з ближніх кущів з'являється Емі, яка таємно слідувала за ними. У кратері гори Кіф і його друзі знаходять викрадене стадо. Видобувши жуків з кратеру за допомогою вибухівки, команда збирається вертатися на ранчо, але раптом до них долинає той самий звук, що його було чутно на барбекю, і знов налітає піщаний смерч.
Опинившись у центрі урагану, команда зустрічається з марсіанськими аборигенами, які прилітають верхи на жуках. Корінні марсіани розлючені тим, що їхні предки продали всю територію планети за одну намистину. Земляни здивовані тим, що жуки вміють літати, і марсіани пояснюють, що керувати тваринами може лише той, хто по-справжньому любить планету. Також з'ясовується, що марсіани викрали жуків з метою розорити Вонгів, а тепер, скориставшись із вдалого шансу, викрадають Емі. Кіф і його друзі повертаються разом зі стадом на ранчо. Спершу батьки Емі в захваті від Кіфа, аж тут мініатюрний смерч приносить записку з вимогою викупу за Емі.
Ще більш обурені Кіфом, Вонги просять про допомогу Заппа Бренніґана. Бренніґан, Кіф і решта команди входять через ніздрю марсіанського «Обличчя» до підземної резервації корінних марсіан. Бранніґан пробує домовитися з марсіанами, але ті викликають черговий піщаний смерч, який підхоплює Емі. Осідлавши жука Бетсі, Кіф рятує кохану. Вражені здатністю Кіфа літати верхи на жуках, марсіани зупиняють бурю і пропонують мир.
На жаль, під час розкурювання «люльки миру» Кіф закашлюється, і обурені марсіани засуджують його на смерть — він має бути розчавлений тією самою намистиною, за яку було продано планету. Намистина виявляється велетенським діамантом. Дізнавшись про його вартість, марсіани негайно припиняють екзекуцію, звільняють усіх бранців і залишають Марс, з метою купити собі іншу планету.
Після повернення всієї команди на ранчо батьки Емі вважають героєм-рятівником їхньої дочки Заппа Бренніґана, якому, на їхню думку, більше пасує ця роль. Кіф засмучений, проте Емі лише задоволена тим, що він не подобається її батькам. Серія завершується пристрасним поцілунком, після якого Кіф занотовує в щоденнику «Я щойно вдруге кохався».

## Послідовність дії
- Не зважаючи на те, що батьки Емі познайомилися з Кіфом ще в серії «A Flight to Remember», вони не пам'ятають його. Так само і Кіф стверджує, що зустрічається з батьками коханої вперше.
- В тій самій серії Бендер, щоби оцінити вартість діаманта на браслеті графині де ля Рока, звертається по допомогу до Гермеса. В цій серії він оцінює діамант самостійно.
- Марсіанський університет зазнає руйнування (або часткового пошкодження) під час однієї з піщаних бурь.
- Лео Вонг стверджує, що їхнє ранчо площею 17,9 мільярдів акрів (72 400 000 км²) займає всю західну півкулю Марса. Така цифра відповідає дійсності.

## Пародії, алюзії, цікаві факти
- За зовнішнім виглядом і елементами культури корінні марсіани нагадують аборигенні народи Америки (індіанців). Подібні також деякі історичні факти, як, наприклад, нечесний спосіб, у який переселенці заволоділи їхніми землями. Купівля всієї західної півкулі Марса за одну намистину є алюзією на той факт, що територію сучасного Нью-Йорка було придбано в індіанців за кілька намистин загальною вартістю близько 24 доларів.
- Ковбой Ар-Джей Мальборо і його друг Кемел пародіюють образи-талісмани рекламних кампаній сигаретних марок «Мальборо» і «Кемел».
- Назву марсіанської газети «Марсіанські хроніки» запозичено з однойменної збірки оповідань Рея Бредбері.
- Фраза Заппа Бренніґана «Я людина без імені. Запп Бренніґан» пародіює висловлювання героя низки фільмів Клінта Іствуда.
- Спосіб, яким марсіани викликають піщану бурю, нагадує тувинський горловий спів.
- Оригінальна англійська назва велетенських жуків — «buggalo» — поєднує в собі слова «bug» — жук, комаха і «buffalo» — бізон.